# 喵咪days
《喵咪days》，是由以四格漫畫形式發表的日本漫畫。于2014年8月27日開始發表於《月刊Comic Alive》中的一個四格漫畫欄目《COMIC CUNE》，後來轉移至於2015年8月27日正式創刊的四格漫畫雜誌《COMIC CUNE》發表，於2020年10月27日發售的《COMIC CUNE》2020年12月號發表最終回。ComicWalker網站也發表該四格漫畫。第1冊單行本於2015年12月26日發售。由EMT Squared負責動畫製作的電視動畫於2017年1月8日開始播放。

## 故事簡介
該作品主要描述主角小長井友子与擬人化的喵咪们一起度过的日常生活。

## 登場角色
小長井友子　聲：上原明里
一个容易害羞的少女主角。因为不擅长与人交流，所以在家中养了三隻喵咪。
小瑪　聲：木戶衣吹
友子養的貓。曼切堪貓。性格活潑。愛惡作劇、撒嬌。
小露　聲：小松未可子
友子養的貓。俄羅斯藍貓。頭腦聰明。
小西　聲：山崎惠理
友子養的貓。新加坡貓。容易害羞。
白鳥澄美　聲：大空直美
友子的同班同學。家境富裕的高人氣者。
池谷嵐　聲：荒浪和沙
不擅長應付貓咪。
艾爾莎　聲：鵜殿麻由
澄美養的貓。土耳其安哥拉貓，傲嬌公主氣質。

## 單行本
| 卷數 | KADOKAWA / Media Factory | KADOKAWA / Media Factory |
| 卷數 | 發售日期                 | ISBN                     |
| ---- | ------------------------ | ------------------------ |
| 1    | 2015年12月26日           | ISBN 978-4-0406-8032-3   |
| 2    | 2016年12月24日           | ISBN 978-4-0406-8732-2   |
| 3    | 2017年10月27日           | ISBN 978-4-0406-9433-7   |
| 4    | 2019年5月27日            | ISBN 978-4-0406-5756-1   |
| 5    | 2020年12月26日           | ISBN 978-4-0406-4966-5   |

## 電視動畫
於《COMIC CUNE》2016年11月號發布電視動畫化消息。於2017年1月8日開始播出。Blu-ray和DVD於2017年發售。

### 製作人員
- 原作：
- 導演：平池芳正
- 人物設定、作畫監督：大島美和
- 美術監督：針﨑義士
- 色彩設計：鈴木依里
- 攝影監督：竹澤裕一、本間綾子
- 音樂製作人：長島幸司
- 音響監督：阿部信行
- 音響製作：Quatre Stella
- 動畫製作：EMT Squared
- 製作：喵咪同盟

### 主題曲
「 is L♥VE!」
作詞、作曲、編曲：前山田健一，主唱：every♥ing!

### 各話列表
| 話數 | 日文標題 | 中文標題       | 劇本     | 分鏡     | 演出     | 作畫監督                    |
| ---- | -------- | -------------- | -------- | -------- | -------- | --------------------------- |
| #01  |          | 我與喵咪們     | 平池芳正 | 平池芳正 | 平池芳正 | 大島美和                    |
| #02  |          | 與貓咪的假日1  | 平池芳正 | 平池芳正 | 平池芳正 | 大島美和                    |
| #03  |          | 與貓咪的假日2  | 平池芳正 | 平池芳正 | 平池芳正 | 大島美和                    |
| #04  |          | 友子與澄美     | 平池芳正 | 平池芳正 | 平池芳正 | 畠山佳苗、佐藤綾子          |
| #05  |          | 第一次繞遠路   | 平池芳正 | 平池芳正 | 平池芳正 | 大島美和                    |
| #06  |          | 澄美與艾爾莎   | 平池芳正 | 平池芳正 | 平池芳正 | 小林利充                    |
| #07  |          | 貓咪們的日常1  | 平池芳正 | 平池芳正 | 平池芳正 | 大島美和                    |
| #08  |          | 貓咪們的日常2  | 平池芳正 | 平池芳正 | 平池芳正 | 畠山佳苗                    |
| #09  |          | 她的名字是，嵐 | 平池芳正 | 平池芳正 | 平池芳正 | 大島美和                    |
| #10  |          | 秘密與傲嬌     | 平池芳正 | 平池芳正 | 平池芳正 | 畠山佳苗                    |
| #11  |          | 去參加慶典嘛   | 平池芳正 | 平池芳正 | 平池芳正 | 大島美和、嶋田聰史 內田信也 |
| #12  |          | 與喵咪們一起   | 平池芳正 | 平池芳正 | 平池芳正 | 畠山佳苗                    |

## 外部連結
- 喵咪days（页面存档备份，存于）於COMIC CUNE網站的內容（日語）
- 喵咪days（页面存档备份，存于）於ComicWalker網站的內容（日語）
- 電視動畫官方網站（页面存档备份，存于）（日語）
- 電視動畫官方的X（前Twitter）（日語）